# 諸葛璩
諸葛 璩（しょかつ きょ、生年不詳 - 508年）は、南朝斉から梁にかけての学者。字は幼玟。本貫は琅邪郡陽都県。

## 経歴
諸葛氏は代々京口に居住していた。諸葛璩は幼くして関康之に師事し、広く経書や史書を渉猟した。さらに臧栄緒に師事した。臧栄緒が『晋書』を著すにあたり、諸葛璩に摘出の功があると称され、壷遂に喩えられた。
斉の建武初年、行南徐州事の江祀が諸葛璩を議曹従事として召し出すよう明帝に推挙した。明帝は許可したが、諸葛璩はこれを断って赴かなかった。謝朓が東海郡太守となると、諸葛璩のために穀物100斛を供与した。梁の天監年間、蕭琛・安成王蕭秀・鄱陽王蕭恢らの礼遇は並ならぬものがあった。母が死去すると、諸葛璩はその喪に服して痩せ細り、鄱陽王蕭恢がたびたび慰問した。喪が明けると、秀才に挙げられたが、官に就かなかった。
門生が増えて狭い居宅では容れられなくなったので、太守の張友が講舎を建てた。天監7年（508年）、諸葛璩は家で死去した。その著作は門人の劉曒によって文集20巻にまとめられた。

## 伝記資料
- 『梁書』巻51 列伝第45
- 『南史』巻76 列伝第66